# 沃伊托韦 (基辅州)
50°28′15″N 31°34′17″E / 50.47083°N 31.57139°E
沃伊托韋（烏克蘭語：Войтове），2016年前称沃伊科韦（烏克蘭語：Войкове），是位於烏克蘭北部的村莊，由基辅州布羅瓦里區的茲胡里夫卡市鎮負責管轄。該村處於涅德拉河畔，始建於1640年，海拔高度126米，2001年人口1,049。该地名称源自乌克兰布尔什维克彼得·沃伊科夫。